# Encyocratella olivacea
Encyocratella olivacea är en spindelart som beskrevs av Embrik Strand 1907. Encyocratella olivacea ingår i släktet Encyocratella och familjen fågelspindlar.
Artens utbredningsområde är Tanzania. Inga underarter finns listade i Catalogue of Life.